# لقطة قصيرة
المقالات الرئيسة: صناعة الأفلام وإنتاج الفيديو
في إنتاج الأفلام والتلفزيون، تعتبر لقطات B-roll أو B roll أو B-reel أو B reel لقطات تكميلية أو بديلة تتخلل اللقطة الرئيسية. أما مصطلح A-roll، الذي يشير إلى اللقطات الرئيسية، فلم يعد مستخدمًا.

## إنتاج الأفلام والفيديو
قد تبتعد الأفلام ومقاطع الفيديو عن القصة الرئيسية لإظهار المناظر أو الأحداث ذات الصلة. وقد تُستخدم اللقطات التأسيسية لإظهار سياق القصة للجمهور. غالبًا ما يتم تقديم هذه الصور الثانوية بدون صوت، أو بصوت منخفض للغاية، حيث من المتوقع أن يستمر الصوت من اللقطات الأساسية أثناء عرض الصور الأخرى. تسمى اللقطات المختلفة المقدمة بدون صوت B-roll.
قد يتم تصوير لقطات B-roll بواسطة أطقم الوحدة الثانية الأصغر حجمًا، حيث لا توجد حاجة للصوت. في الأفلام، قد تستخدم كاميرات MOS الأصغر حجمًا، والتي تفتقر إلى الدوائر الصوتية وذلك لمزيد من قابلية النقل وسهولة الإعداد. في مشاريع جمع الأخبار الإلكترونية والأفلام الوثائقية، غالبًا ما يتم تصوير لقطات B-roll بعد تصوير المقابلة الرئيسية، لتوفير مشاهد داعمة لموضوع المقابلة. في مشروع الدراما الوثائقية، قد يشير B-roll إلى مشاهد إعادة تمثيل درامية يقوم بها المنتج ويؤديها الممثلون لاستخدامها كلقطات مقطوعة.
هناك العديد من أنواع B-roll المختلفة، بما في ذلك: لقطات الإدراج، ولقطات المؤثرات الخاصة، واللقطات التأسيسية، ولقطات الأرشيف، ولقطات الالتقاطالمُشار إليها باللقطات الداعمة للموضوع. ويمكن إضافة لقطات B-roll إلى مكتبة لقطات الأرشيف أو سحبها منها.

## التاريخ

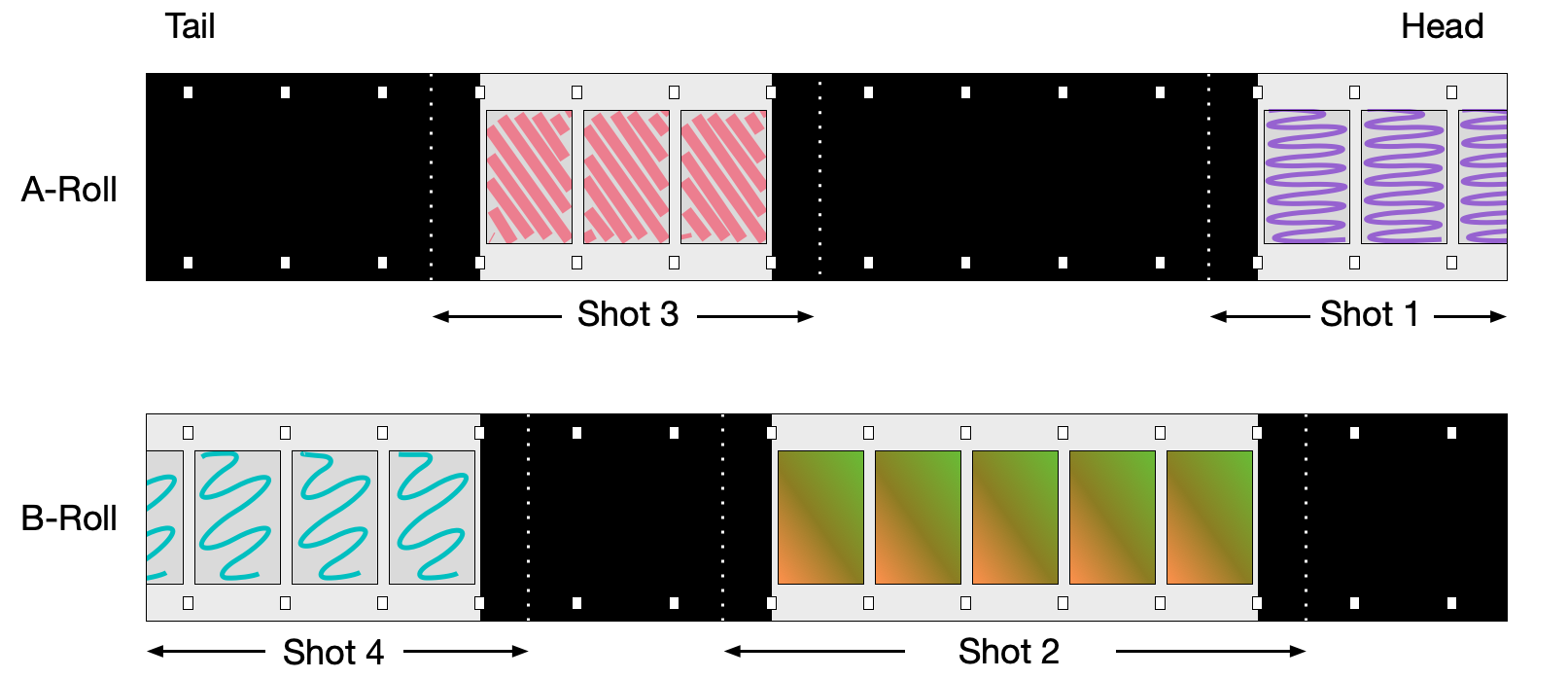
تصميم يُظهر 4 لقطات

نشأ مصطلح B-roll من البح عن حل معين لمشكلة الوصلات المرئية في مخزون الفيلم الضيق المستخدم في فيلم 16 مم. فقد كان فيلم 35 مم عريضًا بما يكفي لإخفاء الوصلات، لكن فيلم 16 مم كشف عن الوصلات على أنها عيوب في الصورة. ولتجنب هذه المشكلة، تم توصيل اللقطات المقصودة بشريط أسود غير شفاف، مع إخفاء الشريط الأسود للوصلة. وقد تم تجميع سلسلتين من اللقطات، اللقطات ذات الأرقام الفردية على لفة A، واللقطات ذات الأرقام الزوجية على لفة B، بحيث يتم مطابقة جميع اللقطات على لفة واحدة بشريط أسود على لفة أخرى، في نمط رقعة الشطرنج (كان الاسم البديل للعملية هو "طباعة رقعة الشطرنج"). تم تعريض مخزون الطباعة الخام غير المكشوف بمقاس 16 مم مرتين، مرة على لفة A، ثم تم تعريضه مرة أخرى لـ B-roll.
حتى منتصف السبعينيات، صورت فرق الأخبار كل من لفة A الرئيسية ولقطات B-roll الثانوية على فيلم مقاس 16 مم. وتم دمج الصوت على الفيلم عن طريق شريط مغناطيسي على حافة الفيلم. وتم تحويل مشاهد A-roll وB-roll، التي تم تصويرها بمعدل 24 إطارًا في الثانية، إلى معدل إطارات تلفزيوني يبلغ 30 إطارًا في الثانية باستخدام نظام سينمائي يتكون من جهازي عرض أفلام، أحدهما يعرض لقطات A-roll الرئيسية والآخر يعرض لقطات B-roll. وقد تم استخدام الصوت من لقطات A-roll، أو الصوت من السرد أو التعليق الصوتي، بينما تم تقطيع صور MOS من B-roll حسب الرغبة.
في الثمانينيات، تم اعتماد مصطلح B-roll لتحرير الفيديو الخطي باستخدام جهازي تسجيل فيديو على الأقل. تقليديًا، تم تسمية أجهزة تسجيل الأشرطة في مجموعة التحرير بالحروف، حيث يكون جهاز "A" هو الجهاز الذي يحتوي على الشريط الرئيسي الذي تم تصوير مادة الحركة الرئيسية عليه. في حين تم استخدام جهاز "B" لتشغيل الأشرطة التي تحتوي على لقطات إضافية مثل لقطات التأسيس واللقطات المقطوعة وأي لقطات داعمة أخرى. وعادة ما يتم أخذ الصوت من جهاز A وحده، بحيث يوفر جهاز B الفيديو بدون صوت. ونظرًا لأن أنظمة التحرير الخطية لم تكن قادرة على الذوبان بين المقاطع على نفس الشريط فقد تم استخدام قائمة قرارات التحرير (EDL) لتمييز المقاطع على أنها "A-roll" و"B-roll" للإشارة إلى آلات المصدر.